# 加納久成
加納 久成（かのう ひさなり）は、江戸時代後期の上総国一宮藩の世嗣。

## 略歴
天保9年（1838年）、上野国七日市藩主・前田利和の次男として誕生した。
文久2年（1862年）閏8月に加納久徴の婿養子となったが、文久3年（1863年）6月に久徴に先立って死去した。享年26。
このため、上総久留里藩から黒田直静の四男・久恒が養子として迎えられることとなる。